# Zebragrasmuis
De zebragrasmuis (Lemniscomys barbarus) is een knaagdier dat voorkomt langs de kust van Marokko, Algerije en Tunesië. Deze soort behoort tot de L. barbarus-groep, die ook Lemniscomys zebra, die een grote verspreiding ten zuiden van de Sahara heeft, en Lemniscomys hoogstraali uit Zuidoost-Soedan omvat. L. zebra werd tot 1997 ook tot de zebragrasmuis gerekend. Van deze soort zijn Midden-Pleistocene fossielen bekend uit Jebel Irhoud in Marokko.
Zebragrasmuis (Lemniscomys barbarus) · Lemniscomys bellieri · Aalstreepgrasmuis (Lemniscomys griselda) · Lemniscomys hoogstraali · Lemniscomys linulus · Lemniscomys macculus · Lemniscomys mittendorfi · Lemniscomys rosalia · Lemniscomys roseveari · Gestreepte grasmuis (Lemniscomys striatus) · Lemniscomys zebra